# Lanová dráha Diana

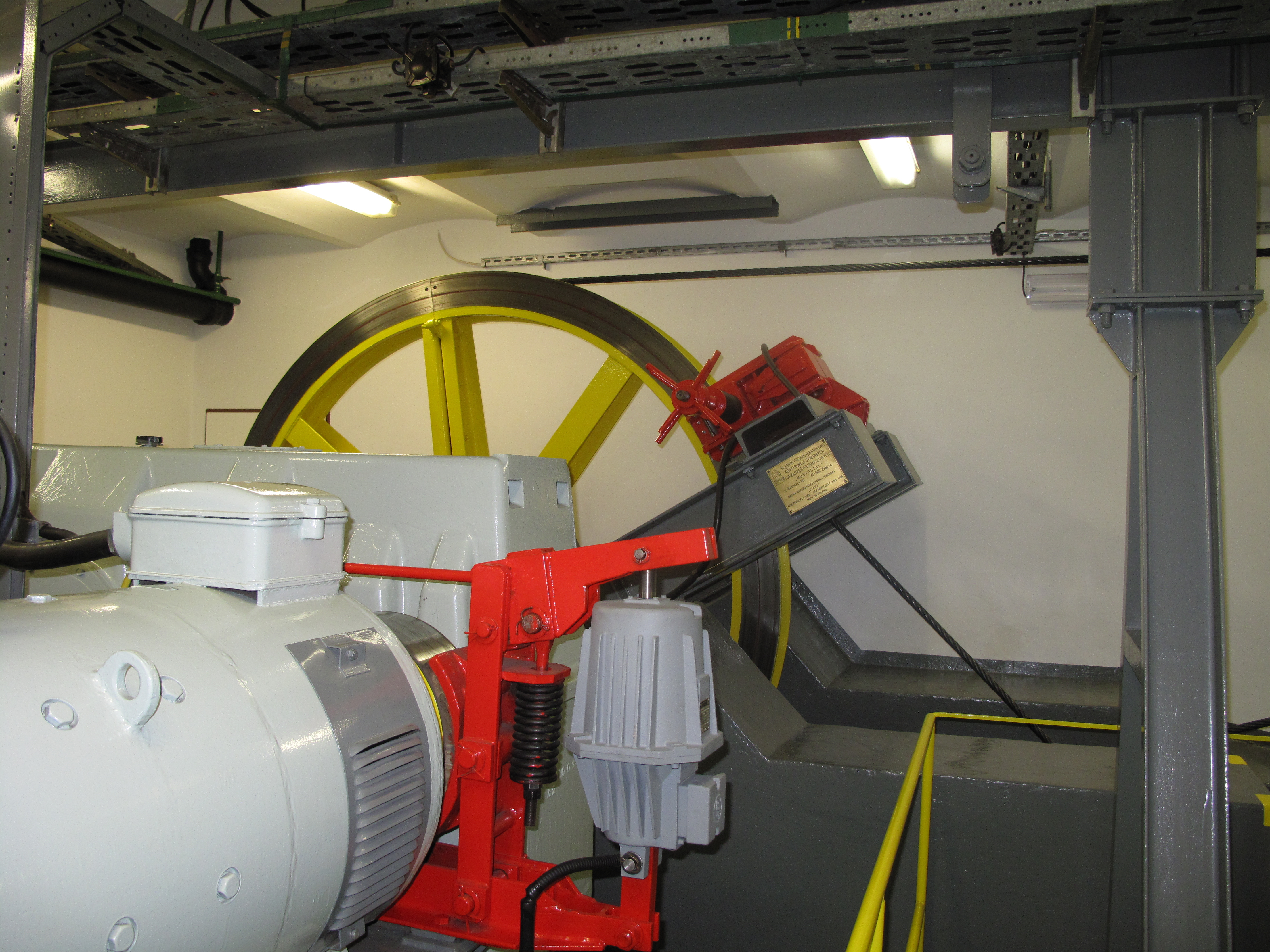
Strojovna lanovky

Lanová dráha Diana je poslední (třetí) dokončená pozemní lanová dráha v Karlových Varech. Byla vystavěna v letech 1911 až 1912. V době zprovoznění byla nejdelší lanovou dráhou v Rakousko-Uhersku.

## Historie
O výstavbě lanové dráze na kopec Výšina přátelství (dnes je spíše používán název Diana) bylo rozhodnuto v roce 1911. Zalesněný kopec byl protkán sítí stezek, které využívali lázenští hosté, problémem ale byla jejich špatná dostupnost z údolí, kde se nacházela většina lázeňských budov. Dráha byla vystavěna v letech 1911–1912 podle projektu švýcarského inženýra H. H. Petera, dodavatelem byla vídeňská stavební společnost Leo Arnoldi a technická zařízení pocházela od firmy Österreichische Siemens Schuckert Werke. K zahájení jejího provozu došlo 5. srpna 1912, několik týdnů po zprovoznění druhé lanovky k hotelu Imperial. Známá rozhledna Diana s restaurací na vrcholu Výšiny přátelství byla dokončena až dva roky po zprovoznění lanovky (27. května 1914), předtím se na kopci žádná zástavba nenacházela. Provoz dráhy byl sezónní, od dubna do října, interval byl přibližně 15 minut. Na rozdíl od obou lanových drah na Imperial, které vystavěla a provozovala soukromá firma, lanovku na Dianu financovalo město Karlovy Vary, v jejímž majetku se dráha také nacházela.
Stav lanové dráhy po druhé světové válce byl špatný, nicméně rekonstrukce se dočkala až v polovině 60. let. Roku 1954 lanovku od města převzal nově založený Dopravní podnik města Karlových Var, přesto se však nikdy nestala součástí karlovarské MHD (na rozdíl od dráhy Imperial). V roce 1960 byl zaveden na dráze celoroční provoz. Modernizace lanovky probíhala za trvalé odstávky z provozu od září 1963 do června 1965. Byly dodány nové vozy, rekonstruována byla trať a dolní stanice. Po obnovení provozu lanová dráha opět jezdila celoročně. V letech 1972–1974 byla rekonstruována elektrická zařízení. Od 1. ledna 1976 provozoval lanovku, stejně jako celou karlovarskou MHD, národní podnik ČSAD Plzeň, dopravní závod Karlovy Vary.
Vzhledem ke špatnému stavu dráhy byl její provoz zastaven v roce 1980 (obdobně jako u tunelové lanovky Imperial) a její osud byl nejasný. V roce 1984 byla zahájena její kompletní rekonstrukce, kterou provedla polská společnost Budimex. Byly použity stejné vozy a technologie jako u dráhy Imperial, jedinou odlišností byl černý nápis „DIANA“ na obou čelech obou nově dodaných vozů a také skutečnost, že měly dveře po obou stranách karoserie. Rovněž došlo k rekonstrukci horní stanice. Provoz lanovky na Dianu byl obnoven 20. prosince 1988.
V letech 1992 a 1993 provozoval městskou dopravu včetně obou lanovek nově vzniklý závod ČSAD Plzeň, dopravní závod MHD Karlovy Vary, od roku 1993 pak nový městský dopravní podnik ČSAD MHD Karlovy Vary, který od roku 2001 nese název Dopravní podnik Karlovy Vary, a. s.

## Technické řešení

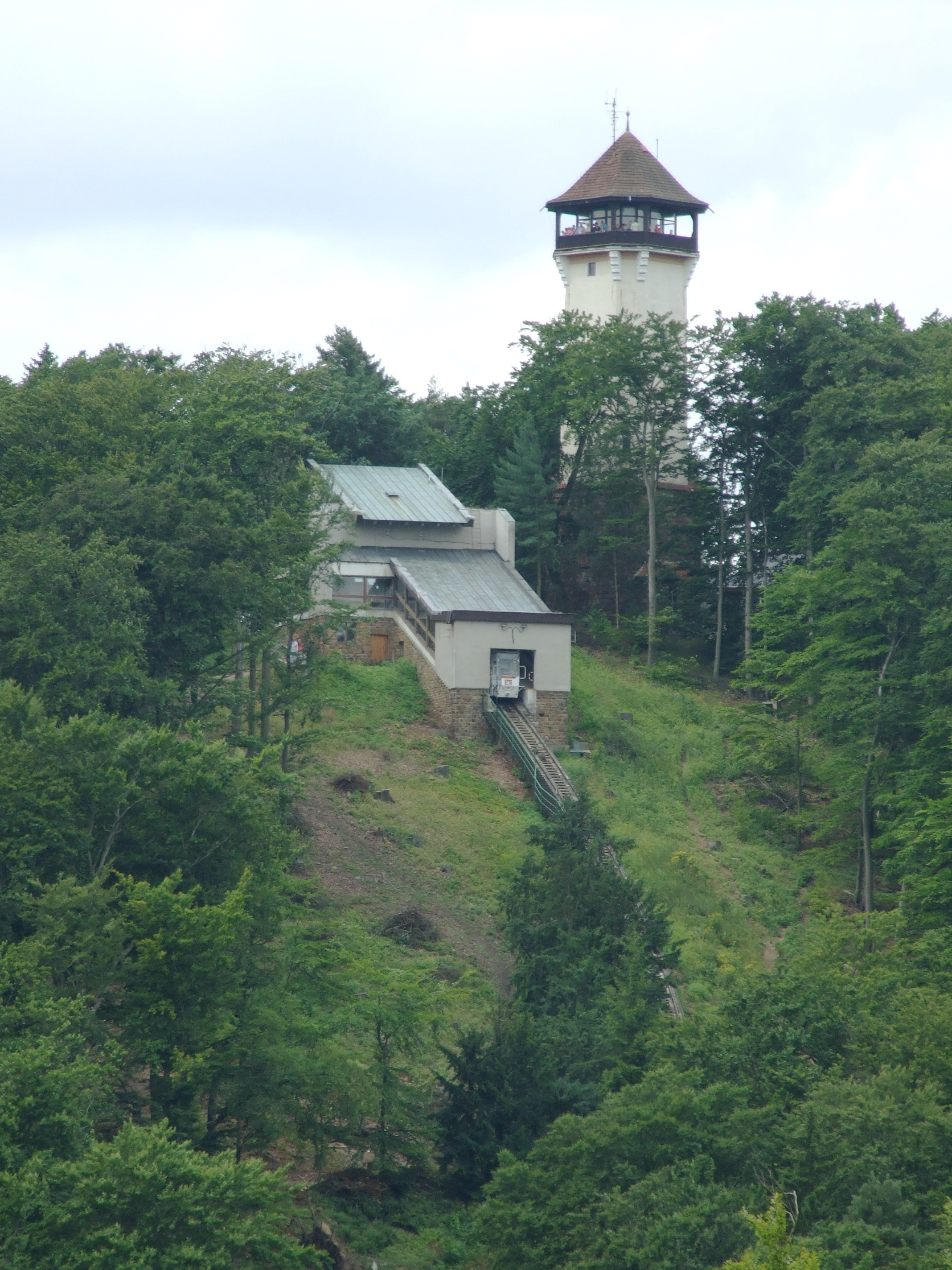
Rozhledna Diana a horní stanice lanové dráhy

Šikmá délka (skutečná) lanovky je 453 m, vodorovná délka 418 m, výškový rozdíl činí 167 metrů, doba jízdy je 395 s (přibližně 6,5 minuty), rozchod kolejí je 1000 mm. Dráha je jednokolejná, uprostřed s výhybnou s Abtovými výhybkami. Vede zčásti v úrovni terénu, zčásti v zářezu, v části po náspu. Dráha má tři stanice – dolní Stará louka (v minulosti nesla též název Hotel Pupp) blízko Grandhotelu Pupp (389 m n. m.), prostřední Jelení skok (473 m n. m.) v prostoru výhybny a horní Diana (původně Výšina přátelství, 556 m n. m.). Zajímavostí je, že střední stanice se nachází přesně uprostřed dráhy, oba vozy zde tedy zastavují současně (ve výhybně). Dráhu křižují tři podchody a tři přechodové můstky. Stanice mají nástupiště z obou stran, vozy mají dveře též z obou stran. Strojovna dráhy se nachází v horní stanici. Původně disponovala elektromotorem o výkonu 61 kW, v roce 1974 byla vybavena novým strojem o výkonu 75 kW a po rekonstrukci v 80. letech zde fungoval elektromotor s výkonem 51 kW. Výměna stejnosměrného motoru za nový asynchronní motor o výkonu 55 kW s měničem frekvence o výkonu 75 kW proběhla v listopadu 2013.
Původní vozy (v provozu do roku 1963) byly celodřevěné, s dvěma otevřenými a dvěma uzavřenými oddíly a celkovou kapacitou 36 sedících cestujících. Výrobcem byla firma Siemens. Provozní rychlost byla 2 m/s.
Při rekonstrukci v první polovině 60. let byly dodány nové vozy z Tatry Smíchov. Jednalo se pouze o nové vozové skříně, které byly na dráze usazeny na podvozky původních vozů. Nové vagóny byly celokovové, se čtyřmi uzavřenými oddíly pro celkem 40 sedících cestujících. Po výměně elektromotoru v roce 1974 byla snížena provozní rychlost na 1,75 m/s.
V letech 1984–1988 došlo k radikální modernizaci trati (zvýšení rychlosti na 2,04 m/s) a opětovné výměně vozů. Nové vozy dodal polský výrobce tramvají Konstal Chorzów, mají kapacitu 50 sedících cestujících. Vagóny z Tatry Smíchov byly po čase sešrotovány i přesto, že zahraniční subjekty měly zájem o jejich zachování pro muzejní účely.

## Současný provoz
Na lanovce neplatí tarif systému městské hromadné dopravy, ale speciální tarif, ačkoliv jejím provozovatelem je městský dopravce. Jsou ale uznávány celodenní jízdenky MHD. V provozu je lanovka celoročně (mimo provoz je pouze v lednu) v 15minutovém intervalu.